# Arkna
Arkna är en ort i Estland. Den ligger i Rakvere kommun och landskapet Lääne-Virumaa, i den centrala delen av landet, 90 km öster om huvudstaden Tallinn. Arkna ligger 66 meter över havet och antalet invånare är 203.
Terrängen runt Arkna är platt. Runt Arkna är det glesbefolkat, med 17 invånare per kvadratkilometer. Närmaste större samhälle är Rakvere, 4,9 km söder om Arkna. Omgivningarna runt Arkna är en mosaik av jordbruksmark och naturlig växtlighet.